# Fernando Manuel Sesén
Fernando Manuel Sesén Merenciana fue un guionista de cómic, traductor y novelista español (Valencia, 1923-1974). Usó seudónimos como Clarence Greyson, Lloyd Baxter, P. Castillo y S. Hoover.

## Biografía
Fernando Manuel Sesén inició su carrera en el Boletín Universal de la Universidad de Valencia en 1942.
Durante los años sesenta trabajó como guionista en varios cuadernos de aventuras de Toray y como traductor de cómics de superhéroes para Ediciones Vértice.
A principios de los setenta, empezaba a darse a conocer con las series que realizó para "Trinca".

## Obra
| Años | Título                            | Dibujante                   | Tipo                                       | Publicación                 |
| ---- | --------------------------------- | --------------------------- | ------------------------------------------ | --------------------------- |
| 1959 | Arizona                           | Armando                     | Serial con Ricardo Acedo y Mariano Hispano | Toray                       |
| 1959 | El Hijo del Capitán Coraje        | Ferrando                    | Serial                                     | Toray                       |
| 1960 | Muchachas                         |                             | Serial                                     | Maga                        |
| 1960 | Katan                             | Brocal Remohí               | Serial con Mariano Hispano                 | Toray                       |
| 1962 | Brigada Secreta                   |                             | Serial                                     | Toray                       |
| 1965 | Espionaje                         |                             | Serial                                     | Toray                       |
| 1966 | Novelas Gráficas Clásicas         |                             | Serial                                     | Toray                       |
| 1968 | El retorno de Mytek               | Rafael López Espí           | Serial                                     | Mytek el Poderoso (Vértice) |
| 1970 | Las andanzas de Lita y Alicia     | José García Pizarro         | Serie                                      | Gaceta Junior               |
| 1971 | El Rally de los Cinco Continentes | José María Fernández Bielsa | Serie                                      | Trinca                      |
| 1971 | La Pandilla Trinca                |                             | Serie colectiva                            | Trinca                      |
| 1971 | Héctor                            | Chiqui de la Fuente         | Serie                                      | Trinca                      |
| 1971 | Dos fugitivos en Malasia          | Alfonso Azpiri              | Serie                                      | Trinca                      |
| 1972 | Antes que Troya cayera            | Eduardo Feito               | Serie                                      | Trinca                      |